# ياروسلاف تشيرماك (رسام)
ياروسلاف تشيرماك (1 سبتمبر 1831 - 23 أبريل 1878) كان رسام تشيكي معروف بلوحاته التاريخيه وتوجد كثير من لوحاته في جمع المتحف الوطني في براغ.

## معرض صور

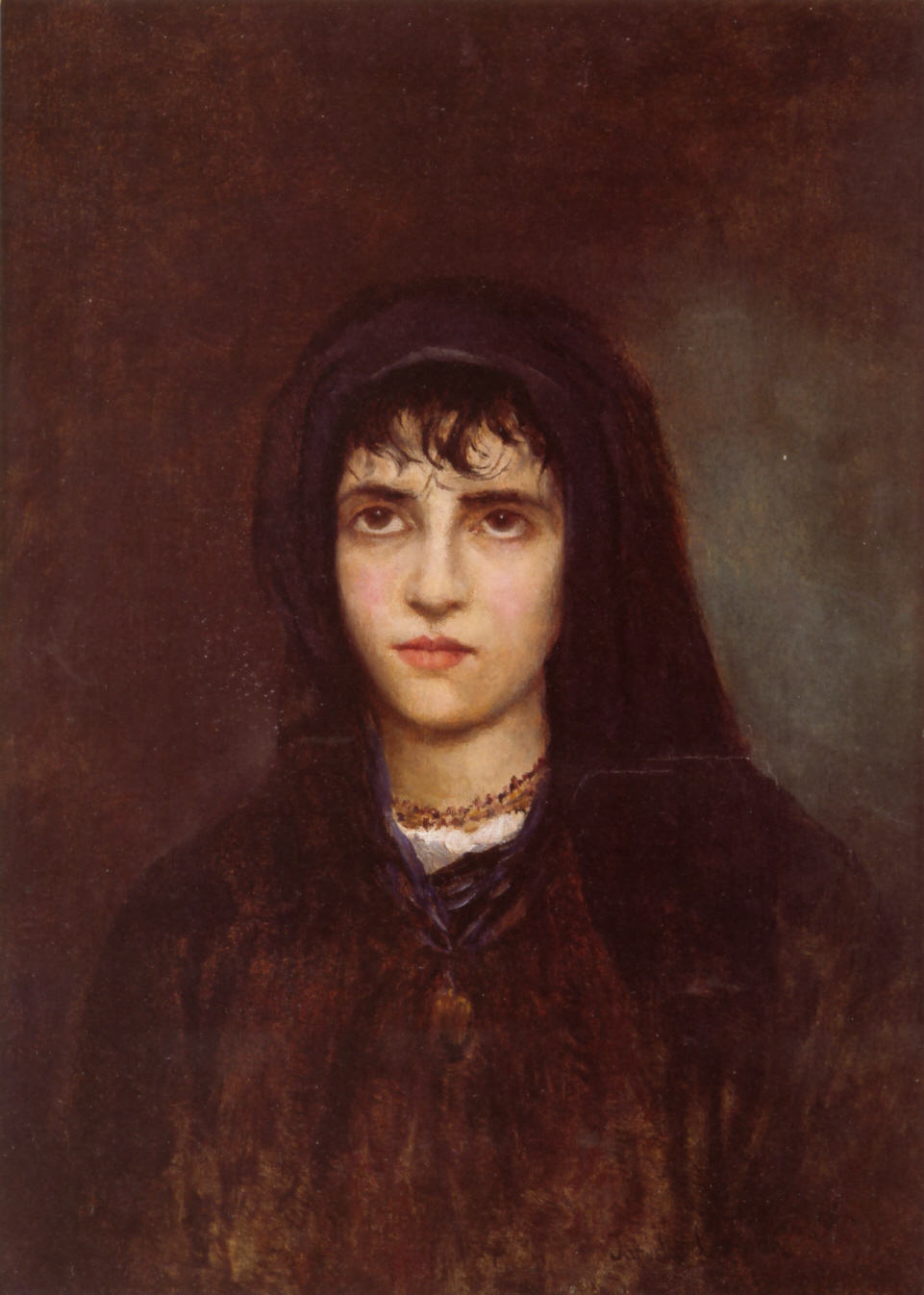
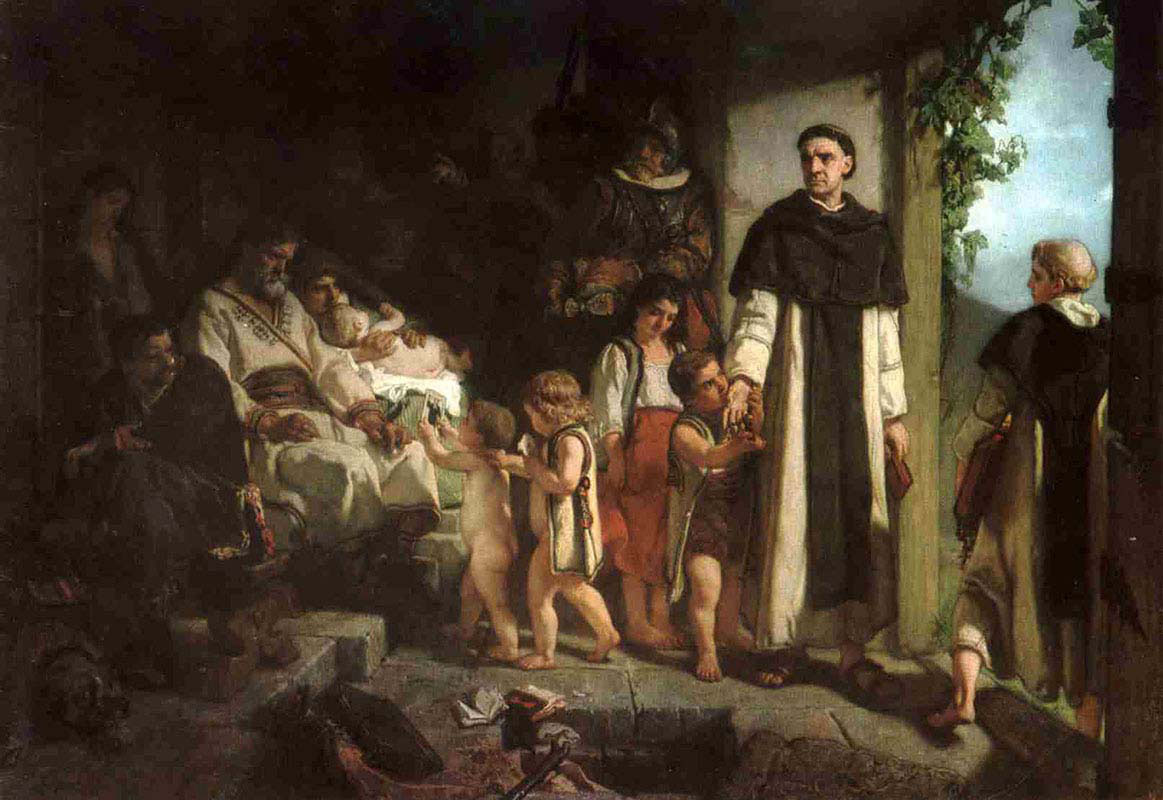
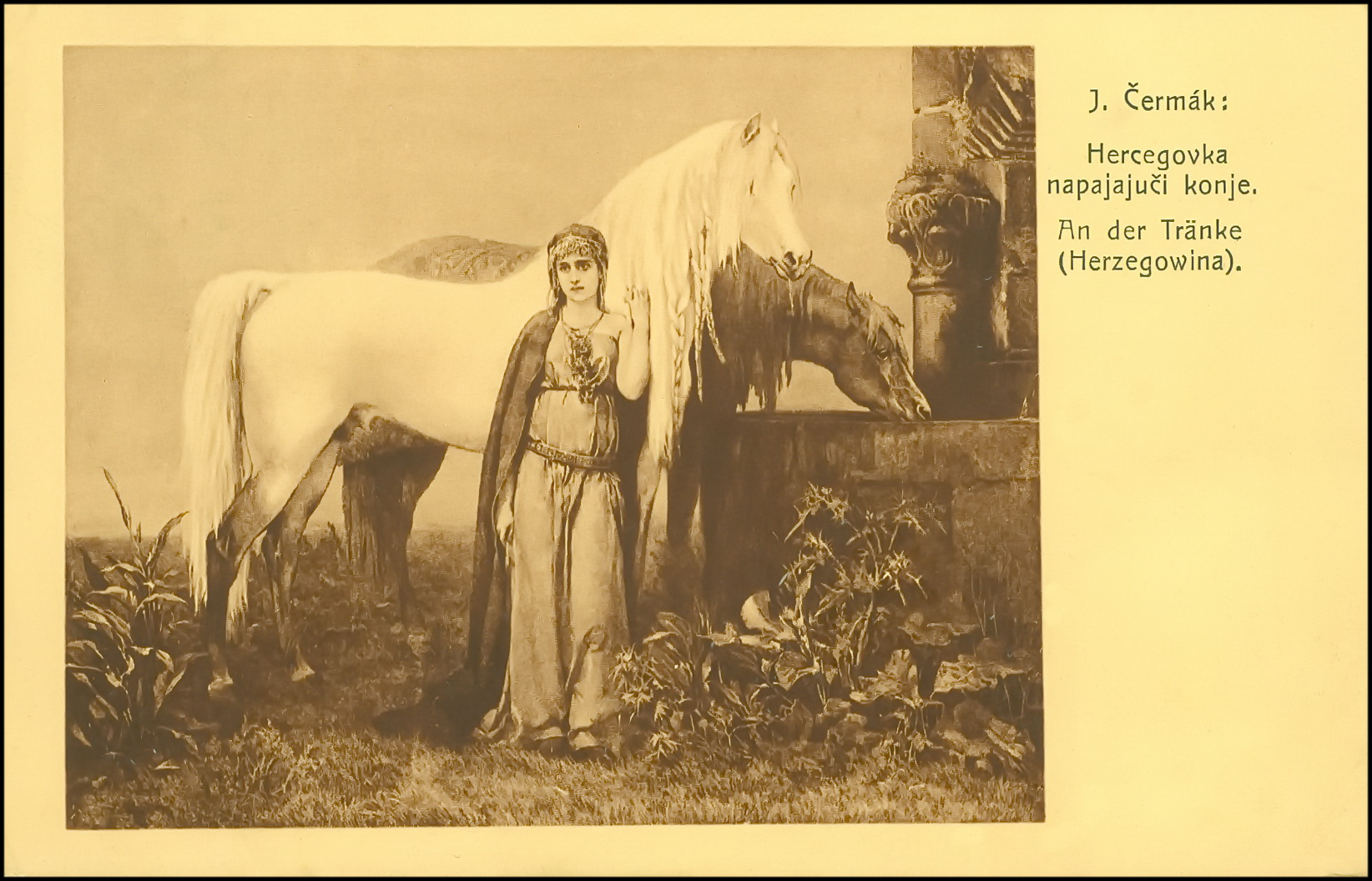
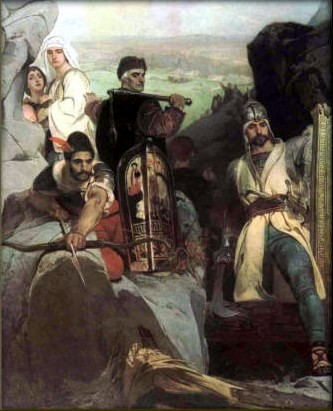
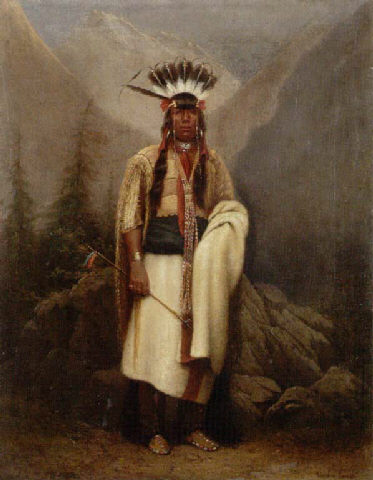